# Clawson (Míchigan)
Clawson es una ciudad ubicada en el condado de Oakland en el estado estadounidense de Míchigan. En el Censo de 2010 tenía una población de 11.825 habitantes y una densidad poblacional de 2.076,24 personas por km².

## Geografía
Clawson se encuentra ubicada en las coordenadas 42°32′12″N 83°9′2″O / 42.53667, -83.15056. Según la Oficina del Censo de los Estados Unidos, Clawson tiene una superficie total de 5.7 km², de la cual 5.7 km² corresponden a tierra firme y (0%) 0 km² es agua.

## Demografía
Según el censo de 2010, había 11825 personas residiendo en Clawson. La densidad de población era de 2.076,24 hab./km². De los 11825 habitantes, Clawson estaba compuesto por el 93.44% blancos, el 1.89% eran afroamericanos, el 0.27% eran amerindios, el 2.04% eran asiáticos, el 0.03% eran isleños del Pacífico, el 0.45% eran de otras razas y el 1.89% pertenecían a dos o más razas. Del total de la población el 2.15% eran hispanos o latinos de cualquier raza.